# Ecnomus concavus
Ecnomus concavus is een schietmot uit de familie Ecnomidae. De soort komt voor in het Afrotropisch gebied.